# Popular MonsTOUR II: World Domination
Popular MonsTOUR II: World Domination es la gira de concierto brindado por la banda de metalcore Falling in Reverse. La gira se lanzó en apoyo de su álbum Popular Monster. Fue anunciada el 7 de mayo de 2024, la gira comenzó el 18 de agosto de 2024 en Nampa, Idaho y está previsto que concluya el 16 de diciembre de 2024 en Londres, Reino Unido.
Cabe destacar que la gira es la primera de la banda que incluye fechas en el Reino Unido. Esto es notable debido a la prohibición previa de ingresar al Reino Unido al vocalista principal Ronnie Radke, derivada de problemas legales que impidieron que la banda realizara giras en el país durante las primeras fases de su carrera.

## Setlist
1. Prequel
2. Zombified
3. I'm Not a Vampire
4. Fuck You and All Your Friends
5. Bad Guy
6. Losing My Mind
7. The Drug in Me Is Yo
8. Game Over
9. Just Like You
10. All My Life
11. Popular Monster
12. Voices in My Head
13. Watch the World Burn
14. Ronald

## Actos de apertura
- Asking Alexandria (10 a 16 de diciembre)
- Black Veil Brides (18 de agosto a 26 de septiembre)
- Dance Gavin Dance (18 de agosto a 26 de septiembre)
- Hollywood Undead (17 de noviembre a 8 de diciembre)
- Our Last Night (10 a 16 de diciembre)
- Slaughter to Prevail (7 a 8 de diciembre)
- Tech N9ne (18 de agosto a 26 de septiembre, 4 a 16 de diciembre)

## Personal
- Ronnie Radke – voz principal
- Max Georgiev – guitarra principal, coros
- Christian Thompson – guitarra rítmica, coros
- Tyler Burgess – bajo, guitarra principal, coros
- Luke Holland – batería, percusión